# Cratere Tehina
Tehina  è un cratere sulla superficie di Venere.